# جي. ويليام هورنزباي
جي. ويليام هورنزباي هو سياسي أمريكي، ولد في 15 سبتمبر 1927، وتوفي في 14 سبتمبر 2007.